# 合肥新站高新技术产业开发区
合肥新站高新技术产业开发区（简称新站高新区、合肥新站区）是位于安徽省合肥市东北部的省级高新技术产业开发区，前身是1995年成立的合肥新站综合开发试验区，2016年更为现名。代管瑶海区的七里塘街道、磨店街道、三十头街道及瑶海、站北两个街镇级社区。

## 行政区划
下辖以下地区：
七里塘街道、三十头街道、磨店街道、站北社区服务中心和瑶海社区服务中心。

## 进驻厂商
| 显示面板 | 京东方 BOE          | 维信诺 Visionox            | 彩虹 IRICO |
| 显示面板 | 三利谱 Sunnypol     | 康宁 Corning               | 惠科 HKC   |
| 家电     | 长虹 Changhong      |                            |            |
| 装备制造 | 中车合肥 CRRC Hefei |                            |            |
| 电子     | 晶合集成 Nexchip    | 欣奕华 Sinvea              |            |
| 化工     | 法液空 Air Liquide  | 住友化学 Sumitomo Chemical |            |
| 材料     | 乐凯 Lucky Film     |                            |            |